# Vila Cova da Lixa
Vila Cova da Lixa é uma localidade portuguesa do Município de Felgueiras que foi sede da extinta Freguesia de Vila Cova da Lixa, freguesia que tinha 5,72 km² de área e 3 850 habitantes (2011), e, por isso, uma densidade populacional de 673,1 hab/km².
A Freguesia de Vila Cova da Lixa foi uma das freguesias constituintes da cidade da Lixa até que foi extinta em 2013, no âmbito de uma reforma administrativa nacional, para, em conjunto com a Freguesia de Borba de Godim, formar uma nova freguesia denominada União das Freguesias de Vila Cova da Lixa e Borba de Godim da qual é a sede.

## População
| População da freguesia de Vila Cova da Lixa | População da freguesia de Vila Cova da Lixa | População da freguesia de Vila Cova da Lixa | População da freguesia de Vila Cova da Lixa | População da freguesia de Vila Cova da Lixa | População da freguesia de Vila Cova da Lixa | População da freguesia de Vila Cova da Lixa | População da freguesia de Vila Cova da Lixa | População da freguesia de Vila Cova da Lixa | População da freguesia de Vila Cova da Lixa | População da freguesia de Vila Cova da Lixa | População da freguesia de Vila Cova da Lixa | População da freguesia de Vila Cova da Lixa | População da freguesia de Vila Cova da Lixa | População da freguesia de Vila Cova da Lixa |
| ------------------------------------------- | ------------------------------------------- | ------------------------------------------- | ------------------------------------------- | ------------------------------------------- | ------------------------------------------- | ------------------------------------------- | ------------------------------------------- | ------------------------------------------- | ------------------------------------------- | ------------------------------------------- | ------------------------------------------- | ------------------------------------------- | ------------------------------------------- | ------------------------------------------- |
| 1864                                        | 1878                                        | 1890                                        | 1900                                        | 1911                                        | 1920                                        | 1930                                        | 1940                                        | 1950                                        | 1960                                        | 1970                                        | 1981                                        | 1991                                        | 2001                                        | 2011                                        |
| 1 170                                       | 1 276                                       | 1 322                                       | 1 420                                       | 1 486                                       | 1 547                                       | 1 522                                       | 1 722                                       | 2 031                                       | 2 085                                       | 2 262                                       | 2 811                                       | 3 041                                       | 3 150                                       | 3 850                                       |

| Distribuição da População por Grupos Etários | Distribuição da População por Grupos Etários | Distribuição da População por Grupos Etários | Distribuição da População por Grupos Etários | Distribuição da População por Grupos Etários | Distribuição da População por Grupos Etários | Distribuição da População por Grupos Etários | Distribuição da População por Grupos Etários | Distribuição da População por Grupos Etários | Distribuição da População por Grupos Etários |
| -------------------------------------------- | -------------------------------------------- | -------------------------------------------- | -------------------------------------------- | -------------------------------------------- | -------------------------------------------- | -------------------------------------------- | -------------------------------------------- | -------------------------------------------- | -------------------------------------------- |
| Ano                                          | 0-14 Anos                                    | 15-24 Anos                                   | 25-64 Anos                                   | > 65 Anos                                    |                                              | 0-14 Anos                                    | 15-24 Anos                                   | 25-64 Anos                                   | > 65 Anos                                    |
| 2001                                         | 590                                          | 496                                          | 1 675                                        | 389                                          |                                              | 18,7%                                        | 15,7%                                        | 53,2%                                        | 12,3%                                        |
| 2011                                         | 663                                          | 451                                          | 2 197                                        | 539                                          |                                              | 17,2%                                        | 11,7%                                        | 57,1%                                        | 14,0%                                        |

## Património
- Igreja do Santíssimo Salvador de Vila Cova da Lixa